# Успение Богородично (Пробищип)
Вижте пояснителната страница за други значения на Успение Богородично.
„Успение на Пресвета Богородица“ (на македонска литературна норма: „Успение на Пресвета Богородица“) е православна църква в градчето Пробищип, източната част на Република Македония. Главен храм е на Пробищипското архиерейско наместничество на Брегалнишката епархия на Македонската православна църква – Охридска архиепископия.
Темелният камък на сградата е поставен на 22 май 1983 година от архиепископ Ангеларий Охридски и Македонски. Осветена е на 2 октомври 1994 година от архиепископ Михаил Охридски и Македонски и митрополит Стефан Брегалнишки. Иконите на иконостаса са изработени от зографа Драган Ристески от Охрид. Църквата не е изписана.